# Onjuku
Onjuku (御宿 Onjuku-machi? ) es una ciudad situada en el Distrito Isumi, Chiba, Japón. Según un censo de 2010, la ciudad tenía unos 7.823 habitantes y una densidad de 314 personas por km². La superficie total es de 24,92 kilómetros cuadrados. El nombre de la ciudad se compone de dos caracteres chinos, el primer significado es "honorable" y el segundo "residencia".

## Geografía
Onjuku está situada en la costa este del sur de la prefectura de Chiba, aproximadamente en el centro de la costa exterior de la península de Boso. El paisaje está formado por colinas de arena y la ciudad es conocida como balneario. Sus extensas playas están protegidas como parte del parque nacional de Minami Boso.
Onjuku está bordeada por el Océano Pacífico hacia el este y goza de un clima templado, con inviernos cortos y fríos y veranos calurosos y húmedos, como consecuencia de la corriente Kuroshio. Onjuku bordea la bahía de Ajiro que tiene dos puertos: Iwawada, al norte, y Onjuku, al sur. El río Kiyomizu atraviesa la ciudad y llega a la bahía Ajiro.

## Municipalidades alrededor
- Isumi hacia el oeste y el sur
- Katsuura al norte

## Historia

### Historia antigua
Onjuku formaba parte de la antigua provincia de Kazusa. En un poema de Hōjō Tokiyori (1227-1263), se hace referencia a los pinos y la arena de la bahía de Ajiro en Onjuku. 

## Período Edo
Onjuku, desde el período Muromachi de la era Edo, se dividió en una mezcla compleja de áreas administrativas. Gran parte de la ciudad fue territorio gobernado por varios representantes del Shogun. La ciudad se asocia normalmente con los administradores de Otaki e Iwatsuki. En el período Edo un prominente "rokusai'ichi" (六斎市), mercado al aire libre celebrada en días fijos seis veces al mes.

## El naufragio de Rodrigo de Vivero
En septiembre de 1609 un galeón español de la ruta de Manila, el San Francisco, naufragó frente a Iwawada, cerca de Onjuku. Unos 300 sobrevivientes fueron rescatados y acogidos en la ciudad. El shogunado de Tokugawa facilitó la construcción de un barco para que los náufragos pudieran continuar su recorrido hasta Acapulco (Nueva España, en el actual México). Uno de los sobrevivientes fue el gobernador General de Filipinas, Rodrigo de Vivero, quien tuvo una audiencia con el Shogun Tokugawa Ieyasu.
Este acontecimiento marca el comienzo de la relaciones entre España y Japón. Del mismo modo, aunque México no existía como nación independiente, el episodio se usa para marcar el inicio de las relaciones entre México y Japón. Como agradecimiento por el rescate de los náufragos el rey Juan Carlos de España condecoró a los habitantes de Onjuku con la orden de Isabel la Católica en 2009. En 1928 se construyó una torre en Onjuku para conmemorar el desembarco de Rodrigo de Vivero y las relaciones de amistad entre España, Japón y México. Desde entonces, ha sido designado un monumento importante de la Prefectura importante (県指定史迹(ken Shitei shiseki? )), y está rodeado por un extenso jardín.
Como los galeones de Manila solían transportar ricas mercancías en sus viajes de ida y vuelta, se cree que el San Francisco se hundió con una valiosa carga que al parecer permanece bajo el mar. Un documental producido en 2009 con motivo del 400 aniversario explora esa posibilidad.

## Administración
El pueblo de Onjuku se estableció el 1 de abril de 1889, y fue elevado a la categoría de ciudad el 1 de abril de 1914. La ciudad se amplió con la anexión de pueblos vecinos como Namihama, el 1 de marzo de 1955.

## Economía
La economía de Onjuku está dominada por el turismo de verano y la pesca comercial. La agricultura desempeña un papel relativamente pequeño en la economía en comparación a la de los municipios cercanos. La pesca de cabotaje y en alta mar sigue activa en especial de calamares y bonito. Existe una tradición de "ama", o buceadoras a pulmón que pescan oreja marina, abulón y langostas típicas de la zona.
Las playas de arena de Onjuku son balnearios  epresentativos de la costa de Sotobōsō y atraem numerosos turistas durante los meses de verano. El turismo en la ciudad comenzó en la era Meiji. Casas de invitados, ryokan (pensiones tradicionales japonesas) y hoteles se han desarrollado en la zona.

## Transporte

### Ferrocarril
- East Japan Railway Company[6]

Onjuku estación

### Carreteras
- Ruta Nacional 128

## Ciudades hermanas
- Acapulco, México, (1978).[7]
- Tecamachalco, México, (2013).[8]